# Улица Гоголя (Харьков)
Улица Гоголя – улица в Киевском районе Харькова. Начинается от сквера на Театральной площади и идет на север к улице Скрыпника. Длина 0,330 км.

## История и название

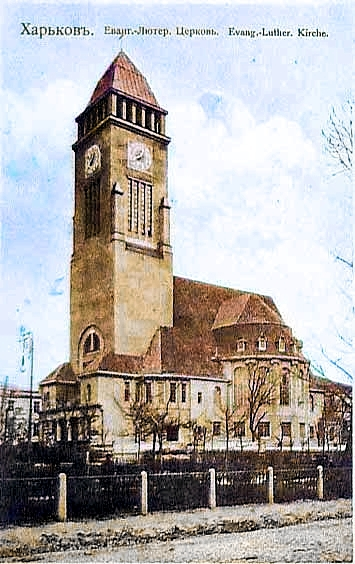
Лютеранская кирха. Почтовая открытка Российской империи

Возникновение улицы относится ко второй половине XVIII века. Тогда ее называли Мало-Сумской, поскольку она шла параллельно улице Сумской . Е. А. Плотичер утверждает, что одним из названий было Шаповальская — можно предположить, что улица сформировалась раньше общепринятого времени и до этого носила название Шаповалова (на ней находился двор Семена Шаповала). Улица с таким названием упоминается в Росписи церковных приходов г. Харькова 1724, опубликованной в т. 1 работы Д. И. Багалия и Д. П. Миллера «История города Харькова за 250 лет его существования».
В начале XIX века название сменили на Шерстобойную (1804), 28 сентября 1894 г. улица была переименована в Кокошкинскую (Кокошкин Сергей Александрович (1796-1861) —  харьковский генерал-губернатор в 1847-1856 гг.), в 1909 — в Гоголевске в честь классика русской литературы (этнического украинца Николая Гоголя  — в связи со столетием со дня его рождения). В списке улиц 1954 г. называется улица Гоголя.
В конце XVIII ст. на углу, в начале улицы располагался острог. Однако местные жители жаловались на бряцание оков и крики узников. В результате этого городские власти в 1822 году арестантов перевели в новый острог за Димитриевской церковью, а старый острог в 1827 году был снесен.
Чуть позже на его месте была возведена лютеранская кирха, поскольку именно в этом районе Харькова селились немецкие поселенцы и неподалеку было лютеранское кладбище. В 1913 году кирку разобрали и построили новую, по проекту петербургского архитектора А. Ф. Гергардта. Это здание пережило Октябрьский переворот 1917 года , его жизнь даже возродилась во время германской оккупации Харькова. Но в 1958 году было принято решение снести кирки. Разрушительный взрыв унес жизни трех человек, а Харьков потерял выдающееся сооружение.

## Дома
Несмотря на то, что улица Гоголя коротка, на ней расположены многочисленные достопримечательности архитектуры .
- Дом № 1  - жилой (доходный) дом, охран. № 204, архитектор  Б. И. Гершкович [4],  1916 г.
- Дом № 2  – особняк, охран. № 207. Этот дом архитектор Е. А. Васильев построил в 1818 году для своей семьи[5]. Позже в этом доме работала Вознесенская женская гимназия. В 1840 году дом реконструировал архитектор А. А. Тон, после чего он принадлежал пастору лютеранской церкви. Здание выполнено в формах русского классицизма начала XIX века[6]. Летом 2020 года была начата под видом реставрации незаконная реконструкция этого памятника архитектуры[7]. Владелец надстроил вместо первоначальной кровли мансарду, что исказило вид памятника. Харьковский окружной административный суд удовлетворил иск прокуратуры к застройщику о восстановлении памятника архитектуры на улице Гоголя, 2[8][9]. Но решение суда не было исполнено, владелец начал сдавать в аренду мансардные помещения под офисы[10].
- Дом № 4  – костел, охран. № 209. Самое примечательное сооружение на улице Гоголя – Собор Успения Пресвятой Девы Марии. В 1887—1891 годах городской инженер польского происхождения Б. Г. Михаловски построил этот католический костел, отказавшись от платы за надзор за строительными работами. Во времена советской власти здание было передано польскому клубу рабочих, затем в соборе разместили базу кинопроката. Только после провозглашения независимости Украины в 1991 году костел вернули верующим Римско-католической церкви. В настоящее время на территории костела также построена резиденция Харьковско-Запорожского епископа.
- Дом № 5, 7  – бывший особняк и 3-я мужская гимназия, охран. №205. Построены в 1864 г. в «кирпичном стиле» с использованием мотивов средневекового зодчества[11]. В середине XIX века земельный участок по этому адресу приобрела Александра Гавриловна Харина, жена дворового советника. Во второй половине 1860-х годов она приступила к масштабным строительным работам, которыми руководил архитектор И. П. Гинш, датчанин по происхождению[11]. Сооружённые здания Харина сдала в аренду 3-й мужской гимназии[12]. В этой гимназии преподавал историю Дмитрий Яворницкий, а одним из известных учеников был харьковский архитектор В. Х. Немкин. В советское время здесь размещалась 29-я школа, а с 1972 года - филологический факультет Харьковского университета.
- Дом № 6/8  — гостиница «Чичиков», название которой отсылает нас к Павлу Ивановичу Чичикову, главному герою гоголевского романа «Мертвые души». Отель построен в 2006 году по проекту архитектора В. А. Зайденберга.[13]. Вплотную к гостинице мы видим задний фасад сценической части театра драмы. Он стоит на месте бывшего Сада Печатников.
- Дом № 9-б  – бывший особняк М. К. Уткина, охран. №206, архитектор М. А. Бабкин[14], 1908 год.
- Дом № 10  – новостройка, филиал «Укрсоцбанка» .
- Дом № 11  – бывший доходный дом Уткина, охран. № 208, архитектор Б. М. Корнеенко [14] , 1913 год.
- Дом № 13  – бывший доходный дом М. С. Делла-Вос. Архитектор А. Томсон, 1875 год. В настоящее время жилой дом, на 1-м этаже отделение Укрпочты № 57.

## Интересные факты
По чётной стороне улицы в 1870-х годах стоял дом Иосифа Семеновича Сиценко, приват-доцента Харьковского университета, принадлежавшего к харьковской группе «Народная воля». В его доме встречались народовольцы, среди них Андрей Желябов, София Перовская, готовившие покушение на Александра II, российского императора.
По чётной стороне улицы харьковские художники облюбовали длинную кирпичную стену и украсили ее граффити с изображениями Н. Гоголя, неизвестных персонажей и несколько абстрактными надписями, вроде «Ваше эскуство не горит но смывается!».

## Галерея

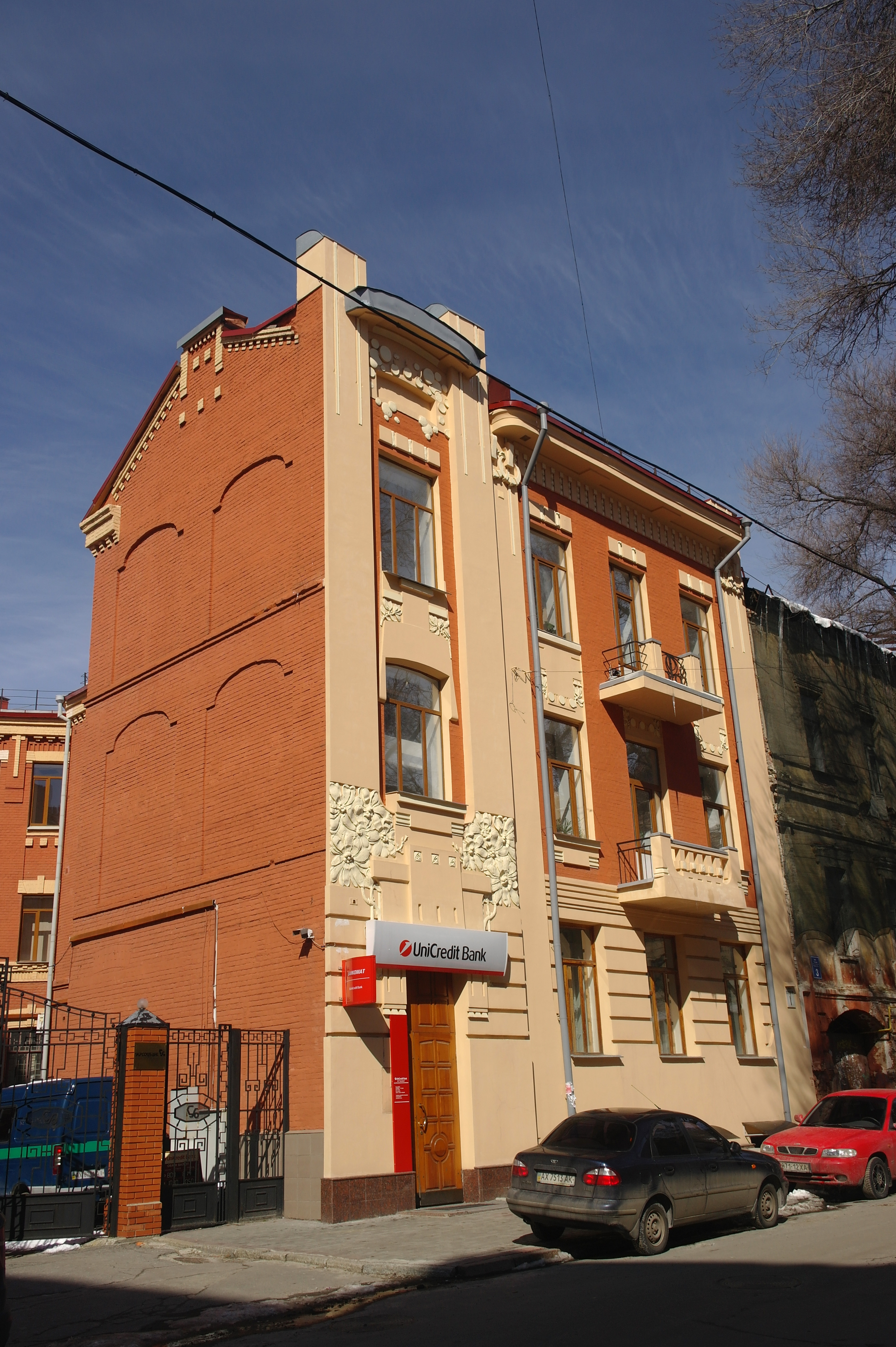
Дом № 1
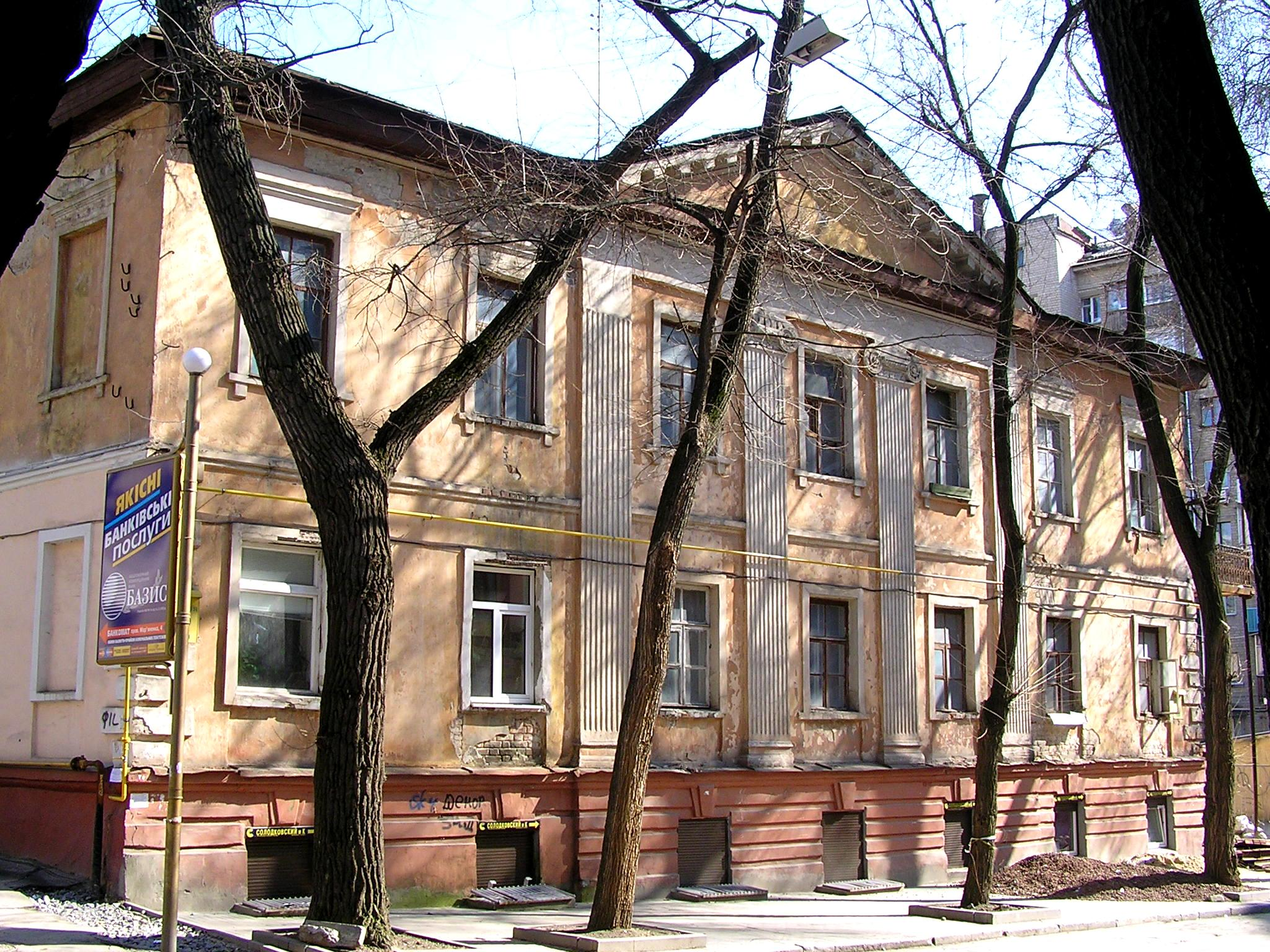
Дом № 2, 2009 рік
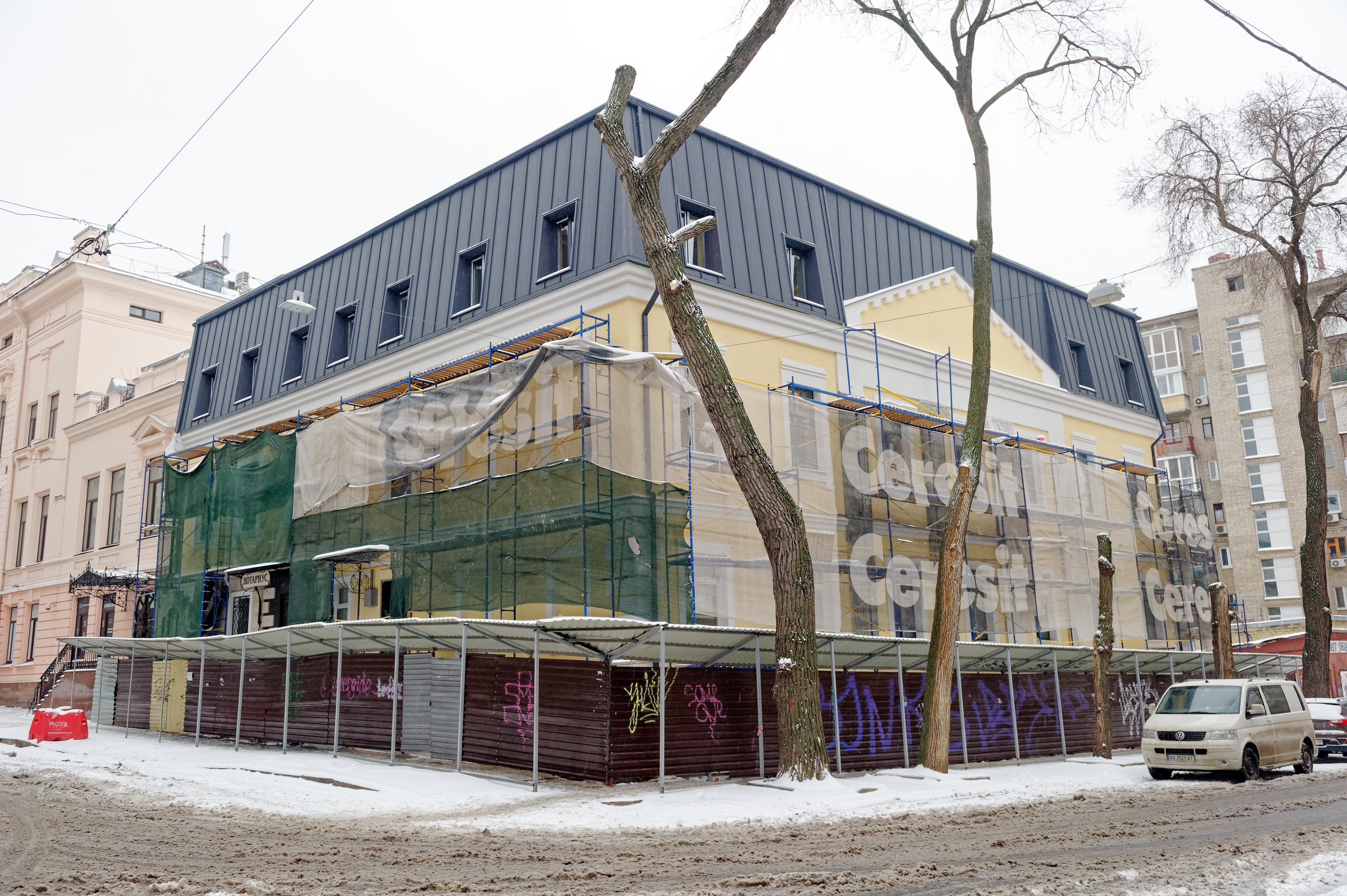
Дом № 2, 2020 рік
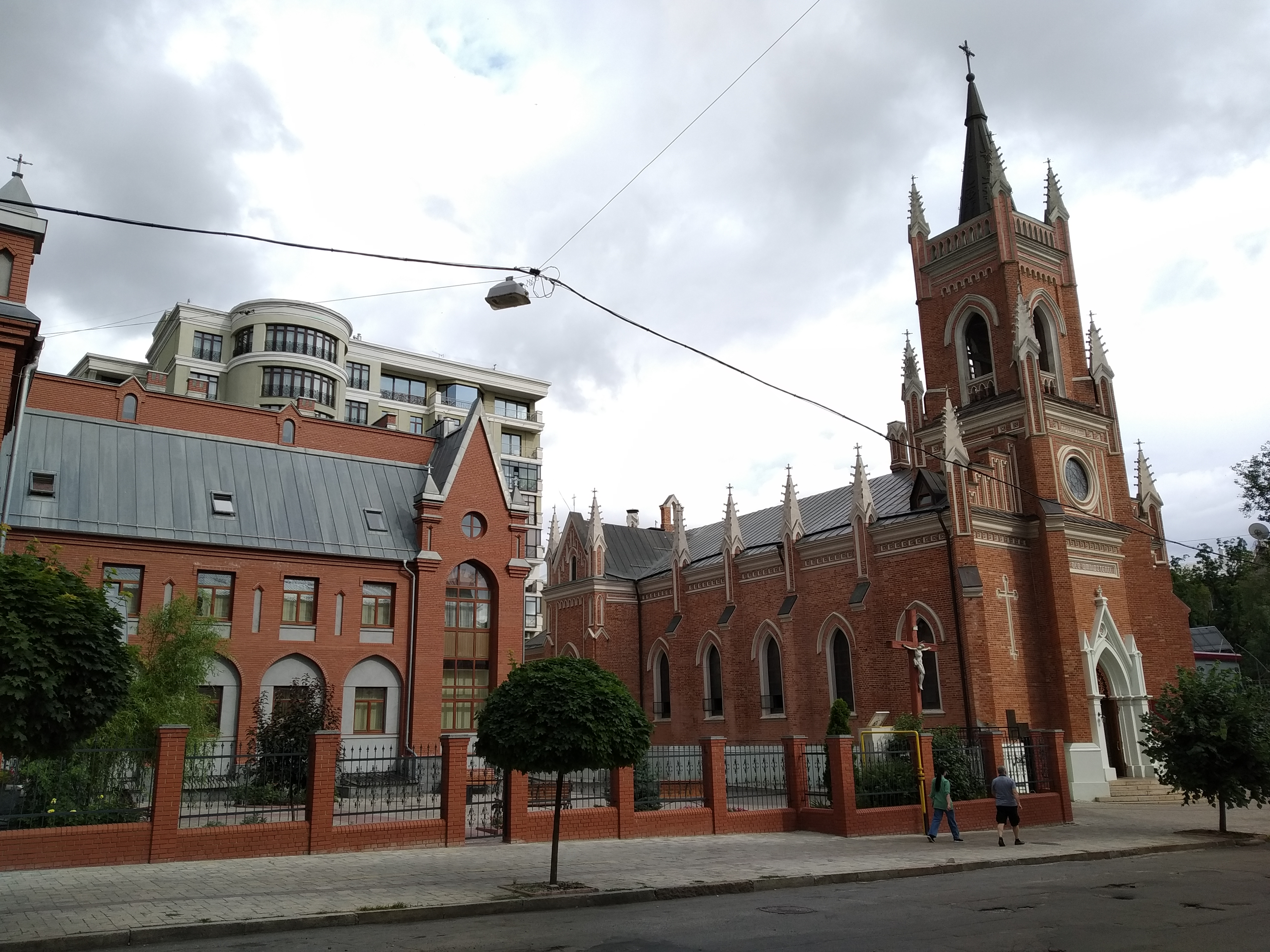
Комплекс собора Успения Пресвятой Деви Марии
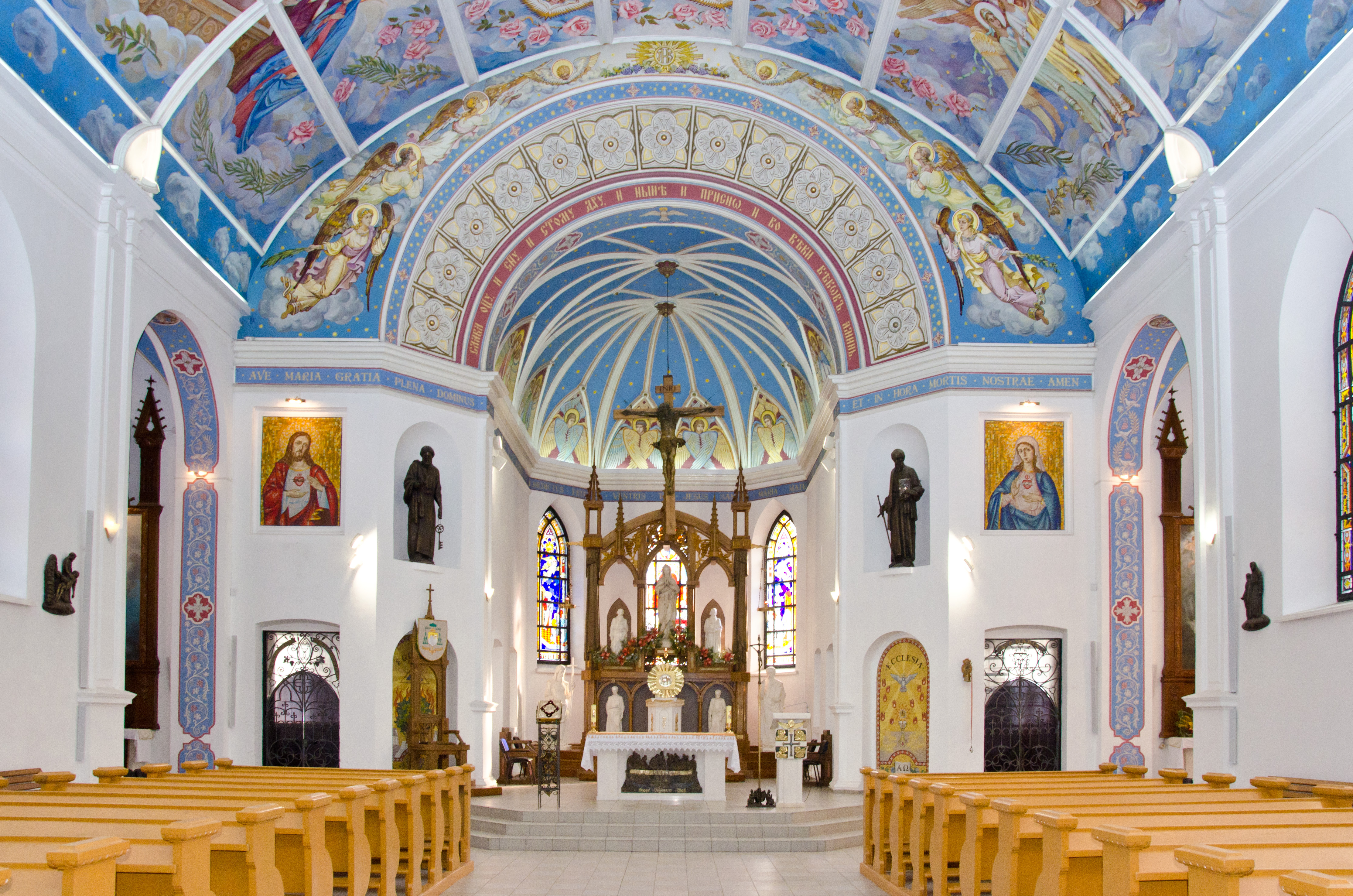
Собор Успіння Пресвятої Діви Марії. Інтер'єр
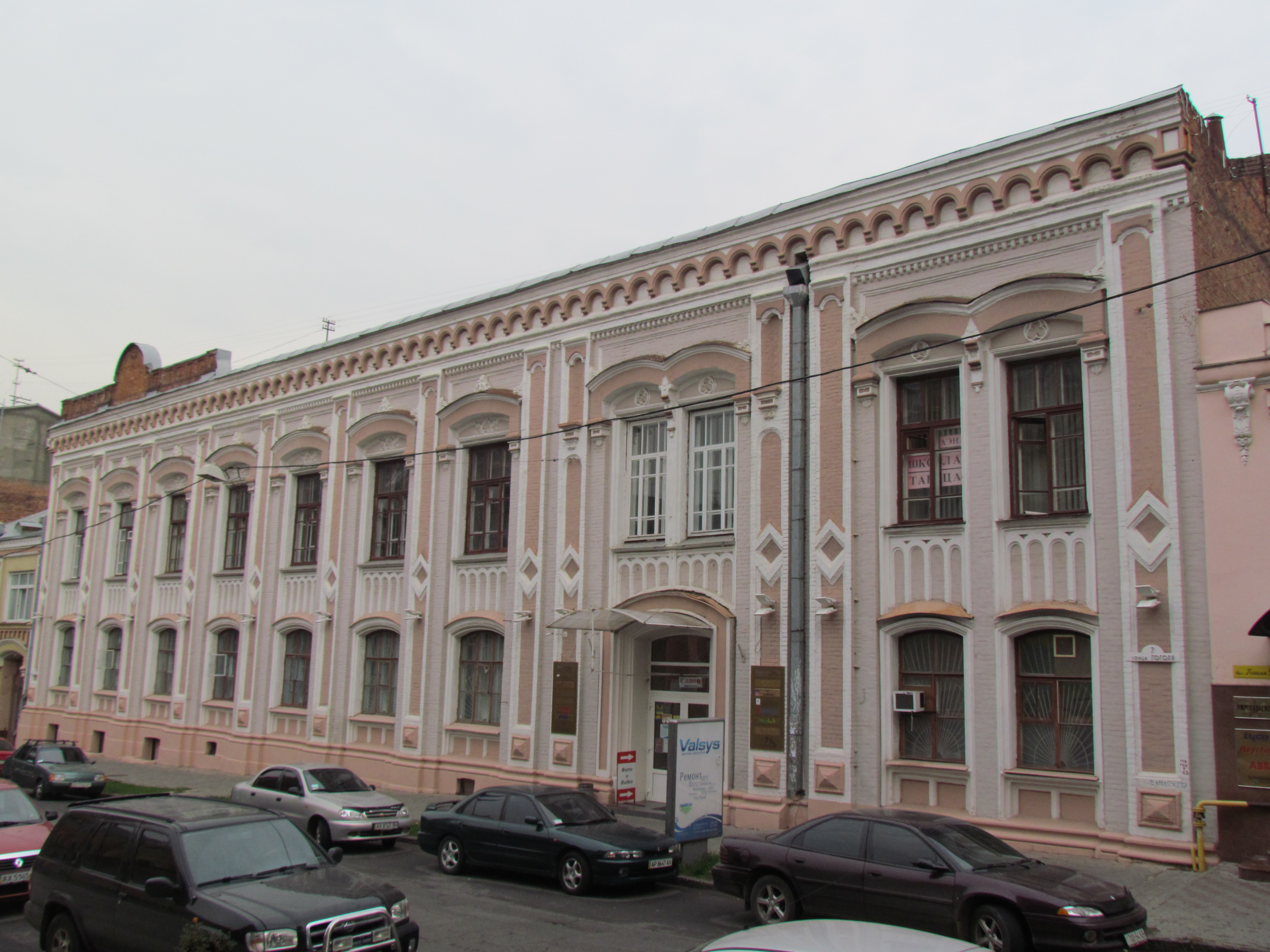
Дом № 7. Бывшая 3-я мужская гимназия
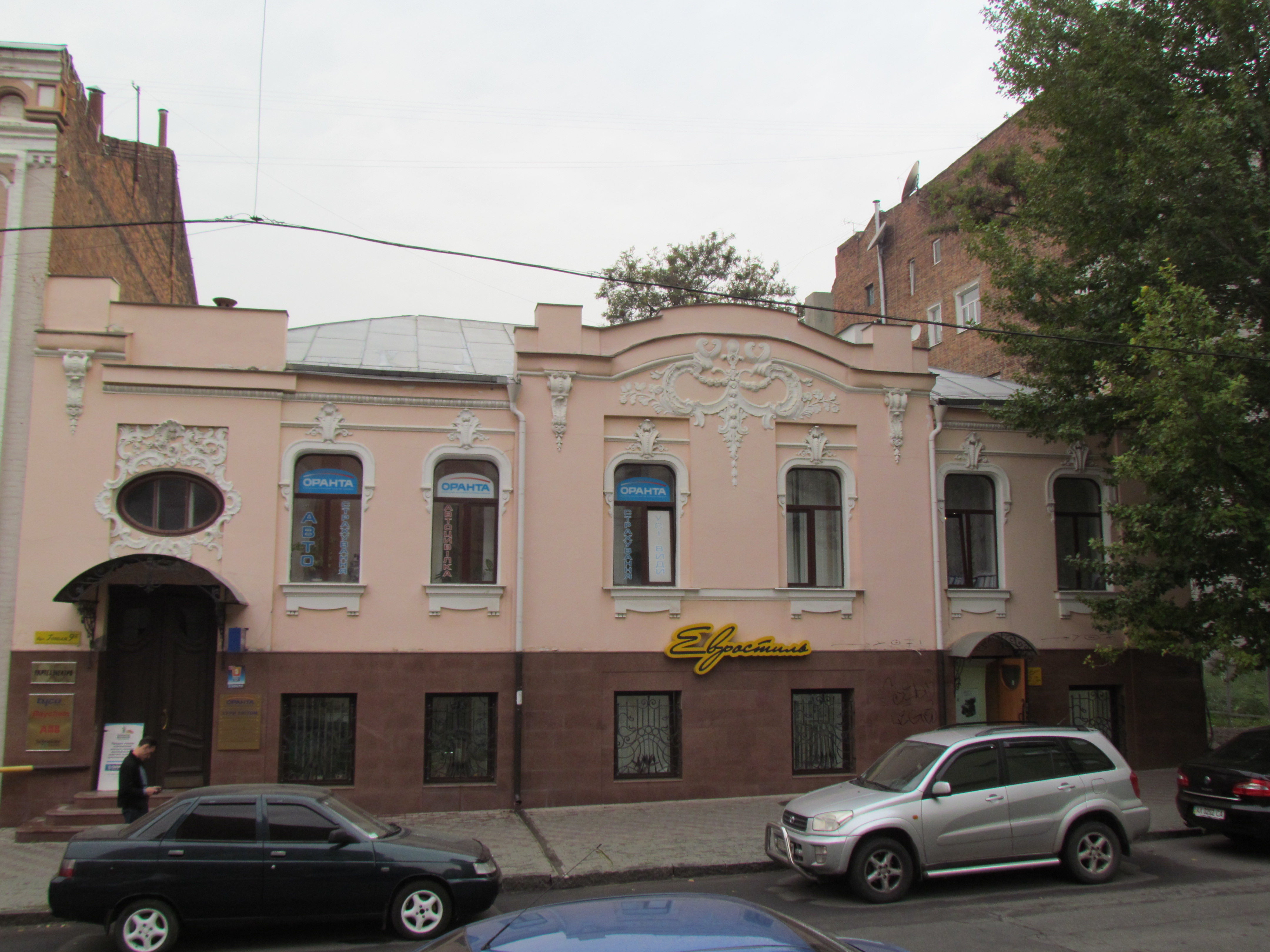
Дом № 9-б
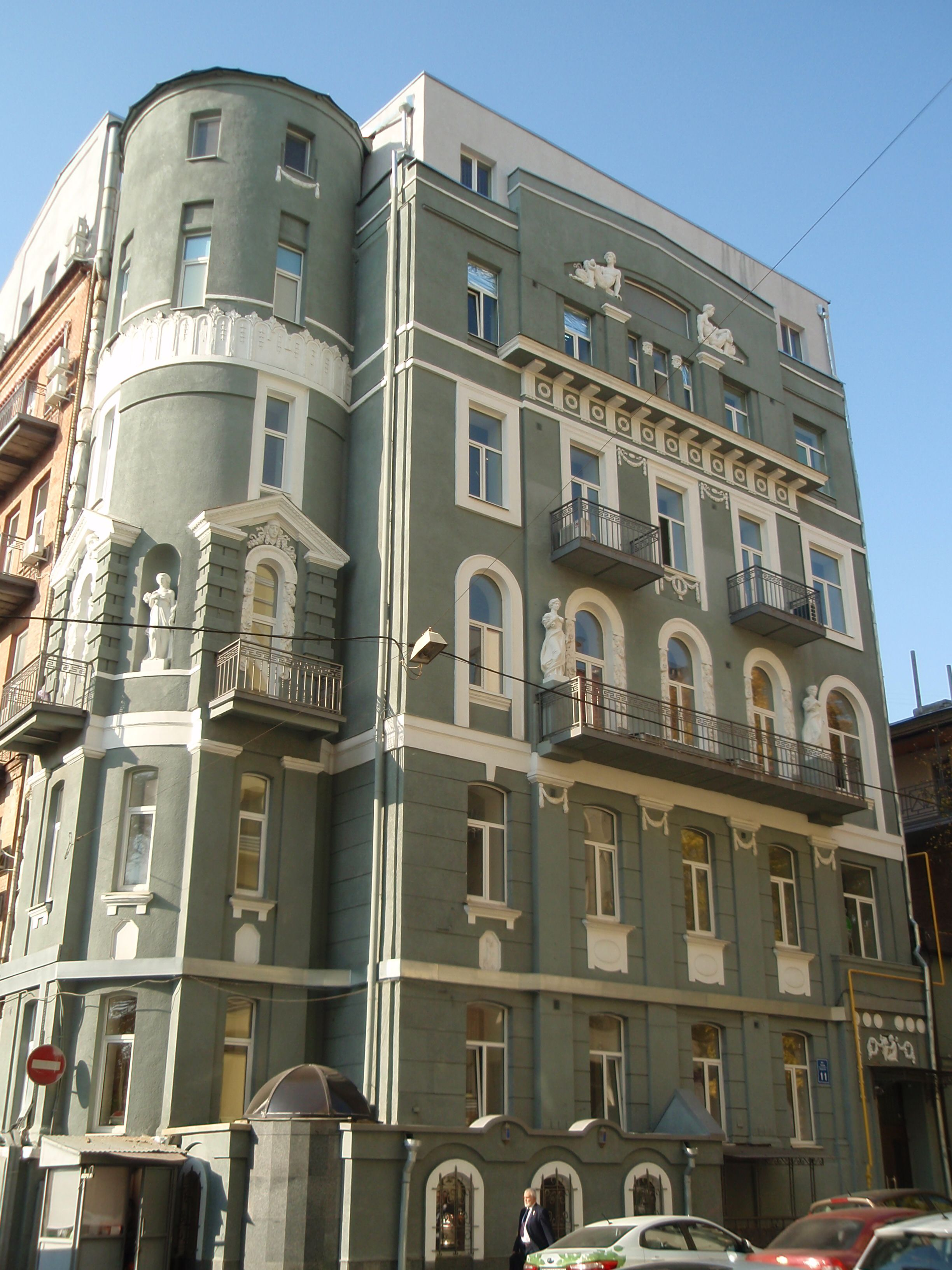
Дом № 11
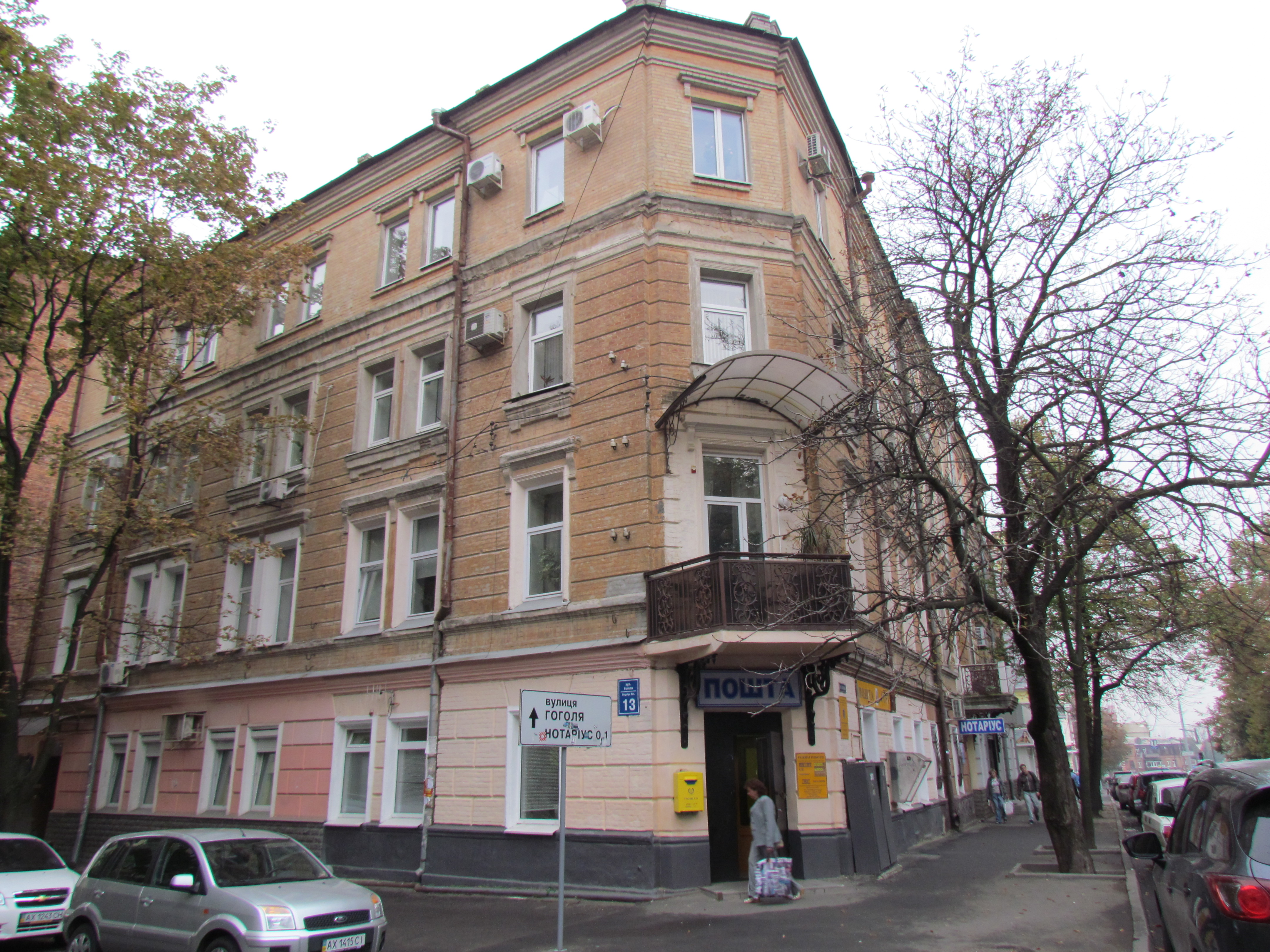
Дом № 13